# Teoria do absorvedor de Wheeler e Feynman
A teoria do absorvedor de Wheeler e Feynman, também chamada teoria time-symmetric, teoria do meio absorvente ou teoria de ação à distância de Wheeler e Feynman,cujos criadores foram os  físicos Richard Feynman e John Archibald Wheeler, é uma interpretação da eletrodinâmica que parte da ideia de que uma solução para as equações de campo eletromagnético tem que ser simétrica em relação ao inverso do tempo, tal como as próprias equações de campo. A razão disso é principalmente a importância da simetria T na Física. De fato não há razão aparente para que tal simetria deva ser quebrada e, portanto, uma direção do tempo não tem privilégios em relação à outra. Assim, uma teoria que respeite essa simetria parece mais elegante do que teorias em que se tem que eleger arbitrariamente uma direção do tempo como preferida em relação às demais.
Outra ideia-chave reminiscente do princípio de Mach e atribuída a Hugo Tetrode é a de que partículas elementares atuam sobre outras partículas elementares, que não elas próprias. Isso imediatamente remove o problema das autoenergias.

## Resolução de problema de causalidade
T.C. Scott e R.A. Moore demonstraram  que a aparente falta de causalidade, causada pela presença de avançado potenciaus de Liénard-Wiechert na sua formulação original pode ser removido através da fusão a sua teoria dentro de uma formulação totalmente relativista eletrodinâmica muitos de corpo, em termos de potenciais retardados apenas sem as complicações de a parte de absorção da teoria. Se considerarmos a Lagrangiana agindo sobre a partícula um dos campos de tempo simétricos gerados pela partícula 2, temos:
{\displaystyle L_{1}=T_{1}-{\frac {1}{2}}\left((V_{R})_{1}^{2}+(V_{A})_{1}^{2}\right)}
onde {\displaystyle T_{i}} é a energia cinética relativística funcional de partícula i, e,{\displaystyle (V_{R})_{j}^{i}} e {\displaystyle (V_{A})_{j}^{i}} são, respectivamente, os potenciais retardados e avançado de Liénard-Wiechertagindo em partícula j dos campos eletromagnéticos gerados por partícula relativista i. Por outro lado, a lagrangiana correspondente para partícula 2 fez sinal por partícula 1 é:
{\displaystyle L_{2}=T_{2}-{\frac {1}{2}}\left((V_{R})_{2}^{1}+(V_{A})_{2}^{1}\right).}
Foi inicialmente demonstrado com matemática experimental através de matemática simbólica e em seguida demonstrado matematicamente de que a diferença entre um potencial retardado de partícula i agir sobre partícula j, e o potencial avançado de j partícula agindo sobre a partícula i é simplesmente um tempo total derivado :
{\displaystyle {\frac {dF}{dt}}=(V_{R})_{j}^{i}-(V_{A})_{i}^{j}}
ou uma "divergência", como é chamado no cálculo das variações  , porque em nada contribui para as equações de Euler-Lagrange. Assim, através da adição da quantidade adequada de derivados de tempo total para estes lagrangianas, os potenciais avançados podem ser eliminados. O Lagrangeano para o problema dos N-Corpos é, portanto:
{\displaystyle L=\sum _{i=1}^{N}T_{i}-{\frac {1}{2}}\sum _{i\neq j}^{N}(V_{R})_{j}^{i}}
em que os potenciais avançados não fazem nenhuma aparência. Além disso, esta apresenta simetria Lagrangiana partícula-partícula. Para {\displaystyle N=2} este Lagrangiana gerará exactamente as mesmas equações do movimento de  {\displaystyle L_{1}} e {\displaystyle L_{2}} e, conseqüentemente, a física do problema é preservada. Assim, do ponto de vista de um observador do lado de fora da visualização relativista problema n-corpo , tudo é causal. No entanto, se isolar as forças que atuam sobre um corpo particular, o potencial avançado faz a sua aparição. Esta reformulação do problema vem com um preço: o N-corpo Lagrangiana depende de todas as derivadas temporais das curvas traçadas por todas as partículas ou seja, o Lagrangiano é a ordem infinita. No entanto, sob simetria troca de partículas totais e Generalized Momenta (resultante da definição de uma ordem de Lagrange infinito) são conservados. O recurso que pode parecer uma não-local é que o princípio de Hamilton é aplicada a um sistema de muitas partículas relativista como um todo, mas isso é o máximo que se pode ir com a teoria clássica (não da mecânica quântica). No entanto, muito progresso foi feito em examinar a questão não resolvida da quantização da teoria. As soluções numéricas para o problema clássico também foram encontradas. Note também que esta formulação recupera a lagrangiana de Darwin de que a equação Breit foi originalmente derivada, mas sem os termos dissipativos. [4] Isso garante acordo com a teoria ea experiência até, mas não incluindo o desvio de Lamb.
Uma vantagem importante de sua abordagem é a formulação de uma canônica impulso generalizado totalmente preservado, tal como apresentado em artigo de revisão abrangente à luz do paradoxo EPR.